# Buford Ellington

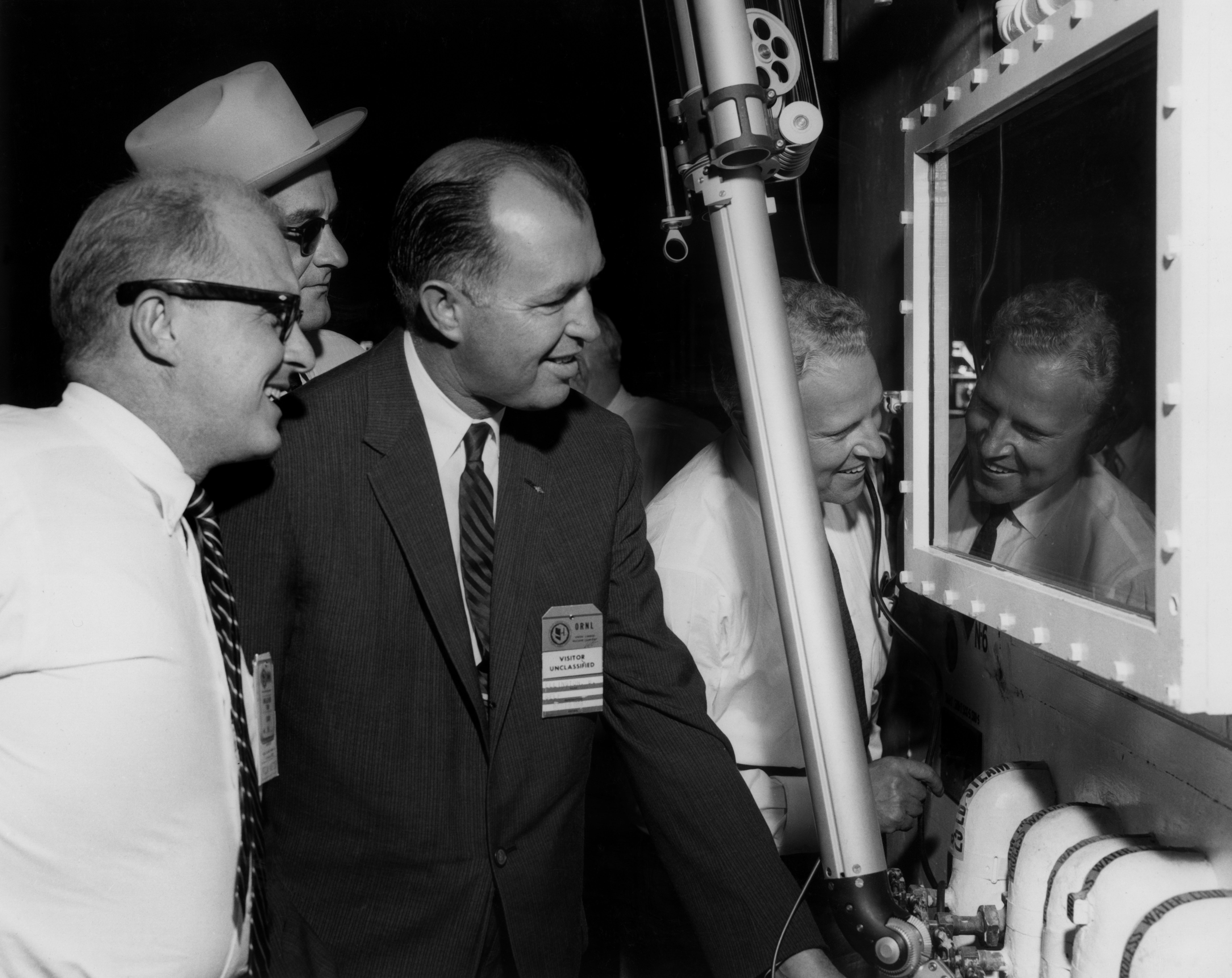
Ellington (Mitte) im Oak Ridge National Laboratory im Jahr 1958

Earl Buford Ellington (* 27. Juni 1907 bei Lexington, Mississippi; † 3. April 1972 in Boca Raton, Florida) war ein US-amerikanischer Politiker und der 47. sowie der 49. Gouverneur des Bundesstaates Tennessee.

## Frühe Jahre
Ursprünglich wollte Buford Ellington in Jackson, Mississippi Theologie studieren, was er aber aus finanziellen Gründen aufgeben musste. In der Folge verdiente er sich sein Geld unter anderem als Verkäufer von landwirtschaftlichen Maschinen in Memphis. Später ließ er sich im Marshall County in Tennessee nieder, wo er einen Laden und eine Farm betrieb.

## Politische Laufbahn
Ellington gehörte dem konservativen Flügel der Demokratischen Partei an. Zu dieser Fraktion zählten in den 1940er Jahren auch der einflussreiche Ex-Bürgermeister von Memphis, Edward Crump, Gouverneur Jim Nance McCord und der spätere Gouverneur Frank G. Clement. Im Jahr 1946 trat Ellington als Wahlkampfhelfer für Joe L. Evins auf, der sich um einen Sitz im US-Kongress bewarb. 1948 wurde er selbst in das Repräsentantenhaus von Tennessee gewählt.
In den nächsten Jahren war seine Karriere eng mit der von Frank Clement verknüpft, im Jahr 1952 unterstützte er diesen sogar in seinem Wahlkampf um das Amt des Gouverneurs. Clement ernannte ihn zum Landwirtschaftsminister seiner Regierung (Commissioner of Agriculture). Dieses Amt hatte er von 1953 bis 1958 inne. 1958 durfte Clement wegen einer Amtszeitsklausel in der Verfassung nicht mehr kandidieren. Er betrieb nun Ellingtons Kandidatur und unterstützte diesen in dessen erfolgreichem Wahlkampf. Vier Jahre später wiederholte sich das Gleiche mit umgekehrten Vorzeichen. Ellington durfte nicht mehr kandidieren, aber Clement war wieder wählbar. Auf diese Weise regierten die beiden Männer 18 Jahre lang Tennessee als Gouverneure. Clement hatte das Amt von 1953 bis 1959 und von 1963 bis 1967 inne, während Ellington von 1959 bis 1963 und nochmals von 1967 bis 1971 Gouverneur war.
Obwohl sich beide Männer gut ergänzten und im Wesentlichen die gleiche Politik betrieben, hatten sie auch ihre Gegensätze. Während Clement 1960 die Kandidatur von John F. Kennedy unterstützte, hätte es Ellington lieber gesehen, wenn sein persönlicher Freund Lyndon B. Johnson demokratischer Präsidentschaftskandidat geworden wäre. Zeitweise war das Verhältnis mit Clement auch angespannt. Während Clements zweiter Amtszeit arbeitete Ellington für den nach Kennedys Ermordung zum Präsidenten aufgestiegenen Johnson. Als Gouverneur betrieb er eine ähnliche Politik wie Clement. Er förderte den Straßenbau und das Bildungswesen und er war nicht so entschieden gegen die Todesstrafe wie Clement. Das Anti-Evolutionsgesetz, das einst in den 1920er Jahren von Gouverneur Austin Peay eingeführt worden war, wurde wieder aufgehoben. Jetzt durfte die Evolutionstheorie wieder an den Schulen gelehrt werden. Ellington liberalisierte auch die Alkoholgesetze etwas.
Anfänglich war Ellington in der Frage der Bürgerrechte eher konservativ eingestellt. Im Lauf der Zeit wurde er moderater. Schließlich schloss er sich der Bürgerrechtspolitik von Präsident Johnson an. Mit H.T. Lockhart wurde erstmals ein Afroamerikaner Mitglied in einer Regierung in Tennessee. Der Sinneswandel von einem konservativen Anhänger der Rassentrennung zu einem für die damalige Zeit moderaten Politiker spiegelte einen allgemeinen Trend wider. Als 1968 Martin Luther King in Memphis ermordet wurde, reagierte der Gouverneur umsichtig und konnte größere Ausschreitungen in Tennessee verhindern. Ellington war zu seiner Zeit ein angesehener Gouverneur. Er war zeitweise Vorsitzender der National Governors Association und des Rats der Gouverneure der Südstaaten.

## Lebensende und Tod
Nach dem Ende seiner zweiten und letzten Amtszeit im Januar 1971 blieb ihm nur noch etwas mehr als ein Jahr. Er starb am 3. April 1972 in Boca Raton in Florida während eines Golfspiels. Buford Ellington war mit Catherine Cheek verheiratet, mit der er zwei Kinder hatte.